# ألاستير ويلسون
ألاستير ويلسون (بالإنجليزية: Alastair Wilson) هو لاعب هوكي الحقل بريطاني، ولد في 19 ديسمبر 1983.

## وصلات خارجية
- ألاستير ويلسون على موقع الاتحاد الدولي للهوكي (الإنجليزية)
- ألاستير ويلسون على موقع اللجنة الأولمبية الدولية (الإنجليزية)
- ألاستير ويلسون على موقع أوليمبيديا (الإنجليزية)
- ألاستير ويلسون على موقع اللجنة الأولمبية البريطانية (الإنجليزية)
- ألاستير ويلسون على موقع اتحاد ألعاب الكومنولث (مؤرشف) (الإنجليزية)